# 1036
Початок Високого Середньовіччя  •  Епоха вікінгів  •  Золота доба ісламу  •  Реконкіста  •  Київська Русь

## Геополітична ситуація
Візантію очолює Михайло IV Пафлагонський. Конрад II є імператором Священної Римської імперії, а Генріх I —
королем Західного Франкського королівства.
Апеннінський півострів розділений між численними державами: північ належить Священній Римській імперії,  середню частину займає Папська область, на південь від Римської області  лежать невеликі незалежні герцогства,   південна частина півострова належить Візантії. Південь Піренейського півострова займають численні емірати, що утворилися після розпаду Кордовського халіфату. Північну частину півострова займають християнські королівства Леон (Астурія, Галісія), Наварра, Арагон, Кастилія та Барселона. Гарольд I Заяча Лапа є королем Англії.
У Київській Русі княжить Ярослав Мудрий. У Польщі триває період безладу.  У Хорватії  править Степан I.  Королівство Угорщина очолює Іштван I.
Аббасидський халіфат очолює аль-Каїм, в Єгипті владу утримують Фатіміди, в Середній Азії — Караханіди, у Хорасані — Газневіди, які захопили частину Індії. У Китаї продовжується правління династії Сун. Значними державами Індії є Пала, Чола. В Японії триває період Хей'ан.

## Події
- Зі смертю Мстислава Хороброго Ярослав Мудрий стає одноосібним правителем Київської Русі.
- Печеніги зазнали поразки у битві під Києвом, після чого назавжди залишили Північне Причорномор'я.
- Ярослав Мудрий ліквідував Псковське князівство як самостійний уділ Новгородського князівства, місцевого князя Судислава Володимировича було ув'язнено.
- Засноване місто Стеблів (зараз — Черкаська область).
- В Англії Гарольд I Заяча Лапа осліпив претендента на трон Альфреда Етелінга й прогнав з країни Емму Нормандську, консолідувавши королівство у своїх руках.
- Англія захопила Корнуол.
- Мустансир став халіфом Фатімідського халіфату.
- 15 травня імператор Японії Ґо-Ітідзьо зрікся титулу, новим імператором став Ґо-Судзаку.
- 146-го Папу Римського Бенедикта IX вигнано з Риму. Пізніше він повернув собі папський престол, але його вигнали вдруге.
- У війні з Газневідами загинув останній представник династії Пратіхар.

## Народились
див.також: Категорія:Народились 1036
- Ван Шень — китайський політик, художник.
- Вячеслав Ярославич — князь смоленський.

## Померли
див.також: Категорія:Померли 1036
- Мстислав Хоробрий — князь Тмутараканський та Чернігівський.
- Сергій IV — неаполітанський дука.
- Емілія — герцогиня Гаетанська.